# Burt Ward
Burt Ward, pseudonimo di Bert John Gervis, Jr. (Los Angeles, 6 luglio 1945), è un attore e attivista statunitense, noto per aver interpretato Robin nella serie televisiva Batman, trasmessa dalla ABC dal 1966 al 1968.

## Biografia
Nato a Los Angeles, California, all'età di due anni viene citato nella rivista Strange as It Seems come il più giovane pattinatore su ghiaccio del mondo. Crescendo diviene un avido lettore di fumetti quali Superman e Superboy e un assiduo spettatore della serie televisiva Adventures of Superman. In giovane età gli viene dato il soprannome "Sparky", forse dalle scintille (sparks) provocate dai suoi pattini o dalla sua natura energica. Alle scuole superiori eccelle negli sport quali football, track e wrestling, è anche un membro del club di scacchi e guadagna la cintura nera in Taekwondo. Una volta diplomato, si iscrive al college, lavorando part-time per la società immobiliare del padre.

### Batman

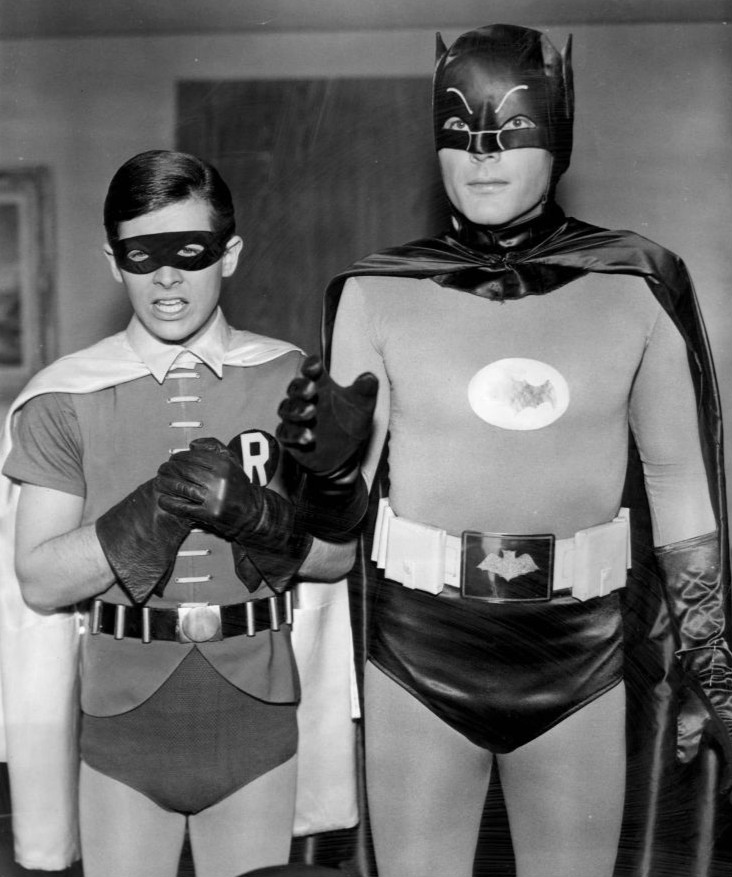
Burt Ward con Adam West sul set di Batman

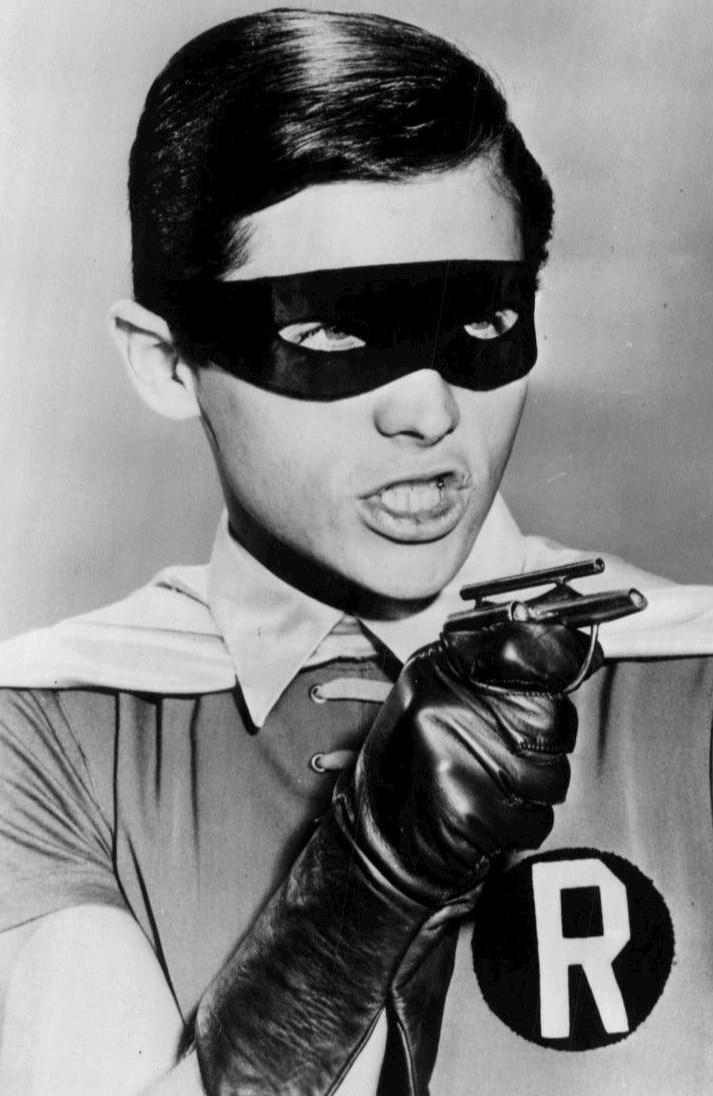
Burt Ward nei panni di Robin, il "ragazzo meraviglia"

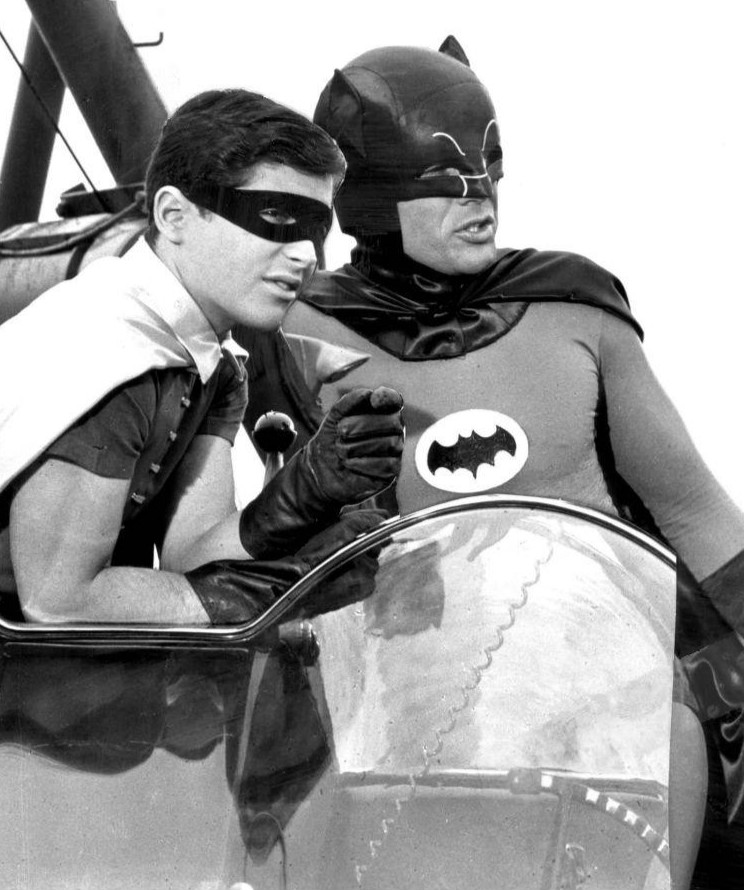
Burt Ward con Adam West a bordo della Batmobile

All'età di 19 anni, Burt Ward sostiene un provino per la parte di Robin, contro Lyle Waggoner e Peter Deyell, rispettivamente per la parte di Batman e Robin. Scelto per il ruolo del "ragazzo meraviglia", Ward, pensando che il suo cognome, Gervis, sarebbe stato difficile da pronunciare, sceglie di adottare il cognome da nubile della madre, Ward. Al contempo sceglie anche di cambiare il nome da Bert al più efficace Burt.
A differenza del protagonista della serie, Adam West, a Ward venne richiesto di sostenere qualche scena pericolosa, perché il suo costume mostrava di più la sua faccia, rendendo così impossibile sostituirlo con uno stuntman. Come rivelato da un'intervista concessa nel 2000 alla trasmissione televisiva A&E Biography, il "dinamico duo" si divertì molto, sia dentro che fuori dal set.
Durante il primo mese di riprese, Ward venne pagato $ 350 alla settimana. Alla fine della serie guadagnava $ 600 a settimana. La serie durò in totale due stagioni e mezza, per un totale di 120 episodi, venendo sospesa, come dichiarato da Burt Ward in un'intervista, a causa dei costi di produzione troppo elevati. Era ancora ai primi posti negli indici di ascolto, ma l'ABC ci stava rimettendo troppo denaro. Più tardi la NBC si offrì di rilevare la serie per una quarta stagione, ma ritirò l'offerta non appena venne a sapere che i set erano stati distrutti.
Tra la prima e la seconda stagione della serie, Adam West e Burt Ward ripresero i loro ruoli nel film Batman, distribuito il 30 luglio del 1966.
Burt disse di Adam West, suo mentore e amico per più di quattro decenni, «Eravamo completamente all'opposto, Adam aveva preso parte a diversi spettacoli, aveva un tremendo, terrificante background, era molto "Mr. Hollywood". Prendeva sempre il tè alle 4 del pomeriggio, e io, ero solo il ragazzo che "non importa" che attraversava un bel periodo. Penso che questa sia una delle ragioni per la quale al pubblico piacevamo, perché Adam era molto introspettivo e io ero questo ragazzo esuberante.» Nel 1969, un anno dopo la cancellazione di Batman, Audrey, la madre di Adam West, morì, e questo riavvicinò i due. Adam West e Burt Ward parteciparono in seguito a molte convention e speciali reunion televisive.
Ward e West presero parte, come doppiatori, anche a diversi cartoni animati. Tra questi la serie televisiva animata The New Adventures of Batman (1977-1978), un episodio della serie I Simpson del 2002 e un episodio della serie SpongeBob del 2010.

### La carriera oltreBatman
Alla fine di Batman, Ward incontrò numerose difficoltà ad ottenere altri ruoli. Riemerse a partire dagli anni ottanta prendendo parte a più di una trentina di film per la TV, come ad esempio Virgin High. Anche se i produttori lo desiderarono per la parte, Ward non interpretò il ruolo principale in Il laureato, venendo rimpiazzato da Dustin Hoffman, perché optò per rinnovare il contratto con la serie televisiva Batman, e la 20th Century Fox non volle che la sua popolarità e identificazione con Robin venisse meno.
Nel 1985, la DC Comics inserì Ward nella pubblicazione commemorativa Fifty Who Made DC Great, per il suo lavoro nella serie Batman. Nel giugno dello stesso anno Ward scrisse un'autobiografia intitolata Boy Wonder. My Life in Tights, nel quale racconta la sua partecipazione allo show televisivo.
Ward ha partecipato a numerose reunion con il compagno Adam West. Tra queste il doppiaggio della serie televisiva animata di breve vita The New Adventures of Batman, lo show Legends of the Superheroes del 1979 e il film per la televisione Supereroi per caso: Le disavventure di Batman e Robin. Durante un Pro Wrestling Unplugged con il wrestler Johnny Kashmere, Ward ha nominato Kasmere "Nuovo Batman". Ward è apparso in svariati show, entrando in scena sulle note della sigla del telefilm Batman.
Nel 2001 Ward fonda la Boy Wonder Visual Effects, casa di produzione di effetti speciali per svariate serie televisive e film come ad esempio Il monaco (2003).

### Attività musicale
All'epoca della popolarità nella serie televisiva Batman, Burt Ward registrò una serie di brani prodotti da Frank Zappa. I primi due, Boy Wonder, I Love You, scritto dallo stesso Zappa, e Orange Colored Sky, vennero pubblicati in un singolo il 14 novembre 1966. Le altre tracce della sessione, Teenage Bill of Rights e Autumn Love, rimasero inedite.

### Attività di beneficenza
Nel 1994 Burt Ward e la moglie Tracy Posner, hanno fondato l'organizzazione di volontariato chiamata Gentle Giants Rescue and Adoptions, che presta assistenza a cani di grossa taglia, come ad esempio gli alani e qualche cane di piccola taglia. Il loro impegno nell'organizzazione è stato riportato in alcune riviste e show televisivi quali People, ASPCA Animal Watch, Hard Copy, Inside Edition, e Entertainment Tonight Burt Ward ha partecipato inoltre all'interno di Adoption Tales sulla rete televisiva Animal Planet.

### Vita privata
La prima moglie di Burt Ward è stata Bonney Lindsey, figlia del presentatore Mort Lindsey. La loro figlia, Lisa Ann Ward, è nata nel 1966 ed è diventata mamma nel 1991. Ward e Lindsey si sono sposati nel 1965 e hanno divorziato nel 1967. In seguito Ward è stato sposato per breve tempo con l'attrice Kathy Kersh e con la modella Mariana Torchia.
Dal 1989 Ward è sposato con Tracy Posner. La loro figlia, Melody Lane Ward, è nata il 16 febbraio 1991.

## Riconoscimenti
- Young Hollywood Hall of Fame (1960's)
- Hollywood Walk of Fame (2020)

## Filmografia parziale

### Attore

#### Cinema
- Batman (Batman: The Movie), regia di Leslie H. Martinson (1966)
- Scream, Evelyn, Scream!, regia di Tom Anthony e Robert Hensley (1970)
- Fire in the Night, regia di John Steven Soet (1985)
- Una fabbrica di matti (The Under Achievers), regia di Jackie Kong (1987)
- Kill Crazy, regia di David Heavener (1989)
- Robot Ninja, regia di J.R. Bookwalter (1989)
- Cyber-C.H.I.C., regia di Ed Hansen e Jeffrey Mandel (1990)
- La ragazza che voglio (The Girl I Want), regia di David DeCoteau (1990)
- Smoothtalker, regia di Tom Milo (1990)
- Virgin High, regia di Richard Gabai (1991)
- Hot Under the Collar, regia di Richard Gabai (1992)
- Incontri ravvicinati del quarto tipo (Beach Babes from Beyond), regia di David DeCoteau (1993)
- The Dwelling, regia di Jeffrey Lynn Ward (1993)
- Il ritorno dei nerds (Assault of the Party Nerds 2: The Heavy Petting Detective), regia di Richard Gabai (1995)
- Karate Raider, regia di Ronald L. Marchini e Charlie Ordoñez (1995)
- Alien Force, regia di Ron Ford (1996)
- Desperation Boulevard, regia di Greg Glienna (1998)
- Bersagli mobili (Moving Targets), regia di David Giancola (1999)
- Pacino Is Missing, regia di Eric Galler (2002)
- From Heaven to Hell, regia di Eric D. Howell e Christopher Taber (2002)
- Reverse Heaven, regia di Stuart Paul (2018)

#### Televisione
- Batman (1966-1968), serie televisiva
- Batgirl (1967), cortometraggio per la TV
- Legends of the Superheroes (1979), serie televisiva
- High School U.S.A. (1984), film per la TV
- Homeboys in Outer Space, serie televisiva, episodio The Adventures of Ratman and Gerbil or, Holy Homeboys in Outer Space (1997)
- Supereroi per caso: Le disavventure di Batman e Robin (2003), film tv
- Supergirl, serie televisiva, episodio 05x09 Crisi sulle terre infinite (2020)

### Doppiatore
- The New Adventures of Batman (1977-1978), serie televisiva: Dick Grayson/Robin
- Tarzan and the Super 7 (1978), serie televisiva: Robin
- I Simpson, serie televisiva, episodio Large Marge (2002): Robin
- SpongeBob, serie televisiva, episodio Back to the Past/The Bad Guy Club for Villains (2010): Young Barnacle Boy

## Doppiatori italiani
- Rodolfo Bianchi in Batman (serie televisiva)
- Massimo Turci in Batman (film)
- Riccardo Peroni in Supereroi per caso: Le disavventure di Batman e Robin

## Discografia
- 1966 - Boy Wonder I Love You/Oranged Colored Sky (MGM Records, K13632, 7")

## Libri
- (EN)  Boy Wonder. My Life in Tights, Logical Figments Books, 1995. ISBN 0-9647048-0-3